# Ennucula eltanini
Ennucula eltanini is een tweekleppigensoort uit de familie van de Nuculidae. De wetenschappelijke naam van de soort is voor het eerst geldig gepubliceerd in 1990 door Dell.